# クネグンダ・ウォキェトクヴナ
クネグンダ・ウォキェトクヴナ（Kunegunda Łokietkówna、1298年頃 - 1331年4月9日）は、中世ポーランドの王女。ポーランド王ヴワディスワフ1世と、ヴィエルコポルスカ公ボレスワフの娘ヤドヴィガの間に生まれた長女。妹にハンガリー王妃エルジュビェタが、弟にポーランド王カジミェシュ3世がいる。
1310年、シフィドニツァ公ベルナルトと結婚し、5人の子供をもうけたが、1326年に夫に先立たれた。
1. ボルコ2世（1312年頃 - 1368年7月28日）
2. コンスタンツィア（1313年頃 - 1363年11月21日以前）…1326年3月までにグウォグフ公プシェムコ2世と結婚
3. エルジュビェタ（1315年頃 - 1348年2月8/9日）…オポーレ公ボルコ2世と結婚
4. ヘンリク2世（1316年頃 - 1348年6月28日以前）
5. ベアタ（1320年頃 - 1331年4月9日以後）

1328年、クネグンダはザクセン＝ヴィッテンベルク公ルドルフ1世と再婚し、間に1人の息子をもうけた。ルドルフは後にザクセン選帝侯となっている。
1. メスコ（1330年頃 - 1350年）